# Lalleu
Lalleu är en kommun i departementet Ille-et-Vilaine i regionen Bretagne i nordvästra Frankrike. Kommunen ligger i kantonen Le Sel-de-Bretagne som tillhör arrondissementet Redon. År 2022 hade Lalleu 581 invånare.

## Befolkningsutveckling
Antalet invånare i kommunen Lalleu
Referens:INSEE